# Stigmates
Pour les articles homonymes, voir stigmate.

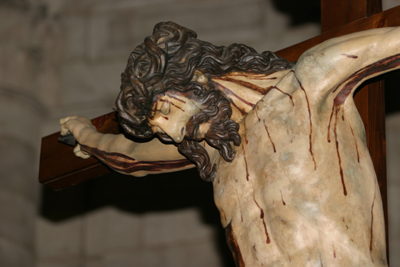
La couronne d'épines, la plaie de la main droite et la plaie sur le flanc du Christ.

Dans le domaine religieux on appelle stigmates les marques des plaies du corps de Jésus de Nazareth crucifié qu'ont portées certaines personnes au cours de leur vie. Le phénomène, signalé à partir du XIIIe siècle, est d'ordre mystique en religion. Pour la médecine moderne, il serait d'ordre psychosomatique, sans toutefois de certitude pour ou contre la véracité des différentes hypothèses proposées.

## Histoire

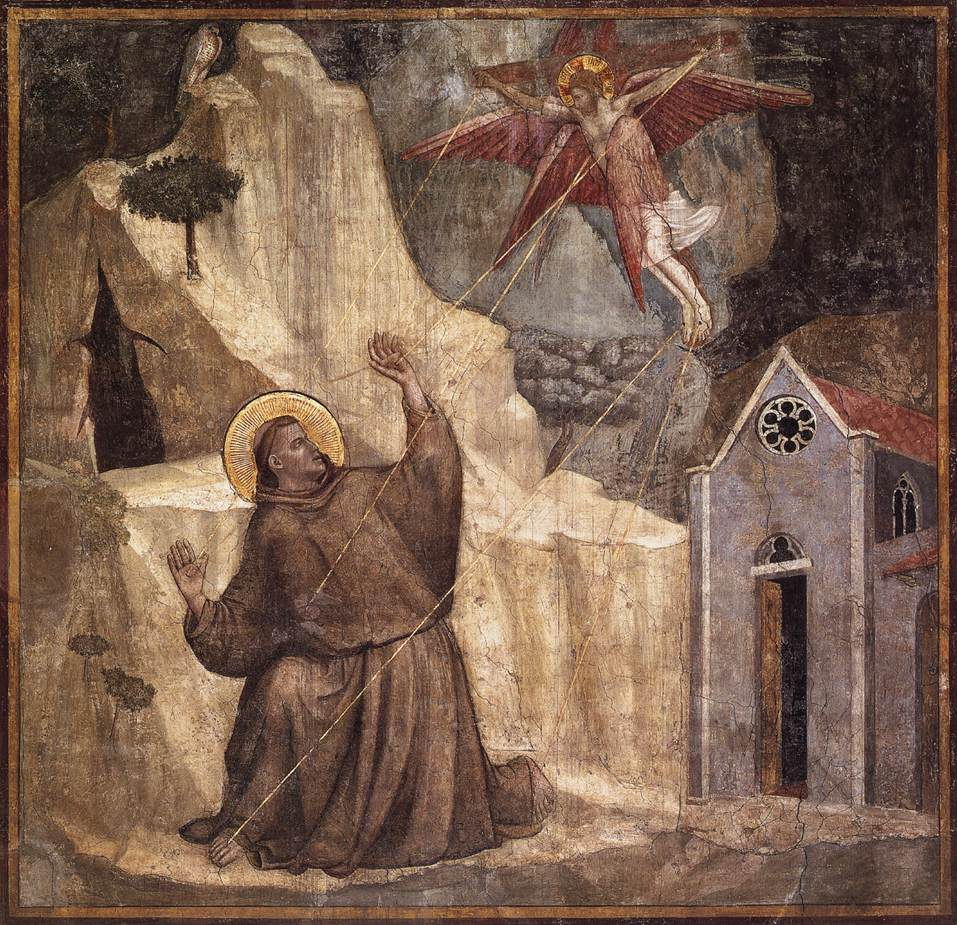
Les Stigmates de François d'Assise, par Giotto.

Dans l'histoire du christianisme, aucun stigmatisé n'est signalé avant le début du XIIIe siècle, c'est-à-dire après la mort de saint François d'Assise, qui est donc le premier des stigmatisés connus. Plusieurs peintres le montrent séjournant sur l'Alverne en 1224, voyant un séraphin à six ailes flottant dans les airs, dont le corps est fixé à une croix, comme le Christ.
Selon la tradition franciscaine, une fois la vision disparue, François portait sur son propre corps les marques semblables à celles du corps de Jésus, marques qui seraient restées meurtrissant sa chair tout au long de sa vie ; mais qu'il n'a jamais révélées de son vivant qu'aux plus proches de ses frères desquels il ne pouvait se cacher en permanence. Son corps fut ainsi porteur des cinq stigmates qui n'ont été découverts publiquement qu'à sa mort.
Les stigmates se manifestent de diverses manières, les plaies pouvant apparaître simultanément ou successivement, lentement ou instantanément, épisodiquement ou définitivement. Les plaies peuvent être profondes et saigner abondamment, d'autres à peine.
Selon les témoignages, le processus s'accompagne généralement d'une vision des scènes de la Passion du Christ, vision qui déclencherait probablement le mécanisme producteur des plaies.

### Localisation anatomique des stigmates

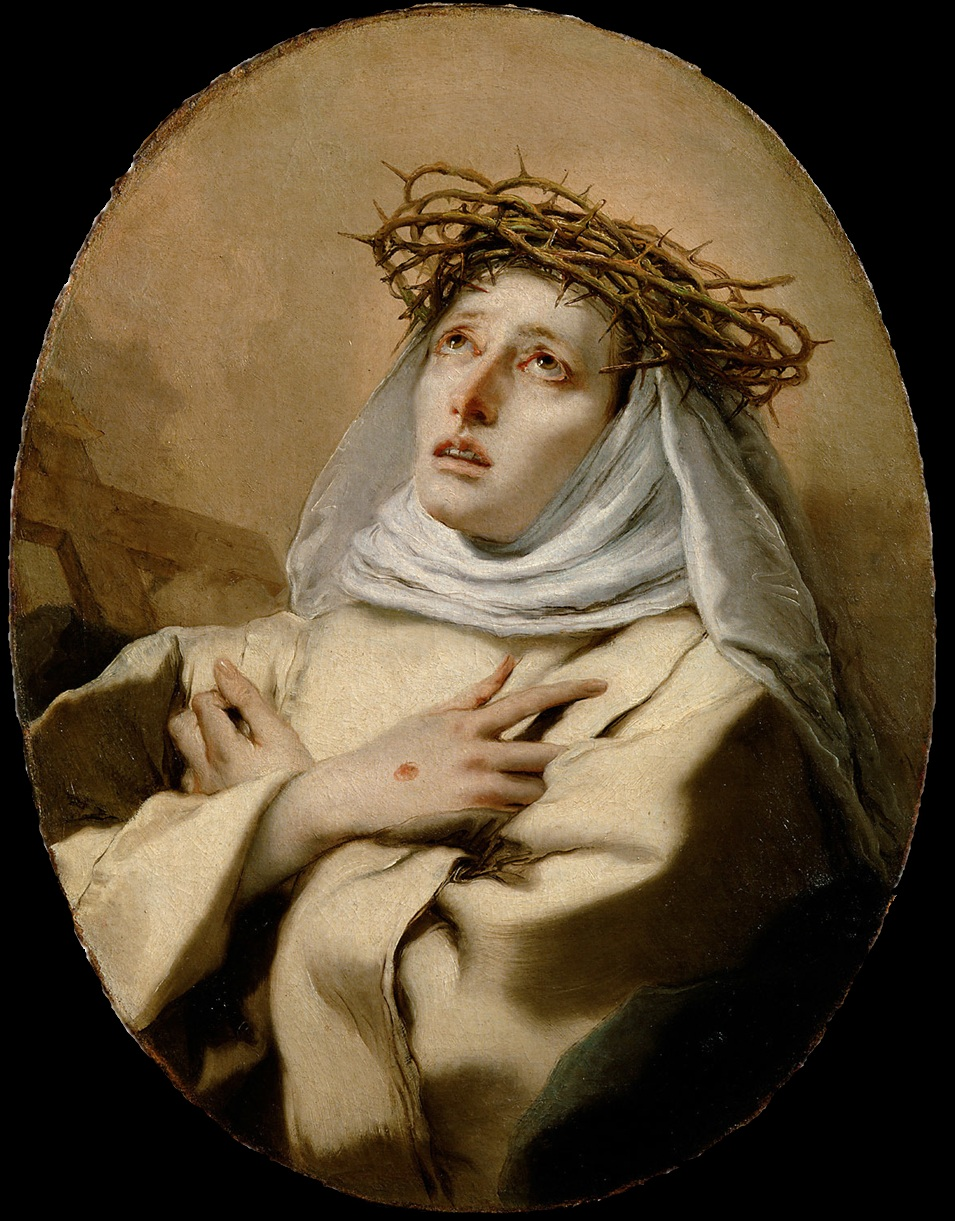
Les Stigmates de Catherine de Sienne, par Giovanni Battista Tiepolo.

Diverses personnes, dites « stigmatisées », auraient présenté, à partir du XIIIe siècle, des marques semblables à celles du Christ sur diverses parties de leur corps :
- sur les mains ou les poignets, rappelant les plaies causées par les clous lors de la crucifixion ;
- sur les pieds ou les chevilles, rappelant les plaies causées par les clous ;
- sur la tête, rappelant les plaies causées par la couronne d'épines ;
- sur le dos, rappelant les coups de fouet ;
- sur le côté droit du thorax, rappelant la plaie causée par le coup de lance ;
- sur les épaules, rappelant les blessures causées par le poids de la croix que le Christ a portée en cheminant vers le Golgotha.

### Stigmatisés actuellement reconnus par l'Église catholique
L'Église catholique n'a reconnu officiellement que deux stigmatisés : saint François d'Assise et sainte Catherine de Sienne. De nombreux tableaux et sculptures les représentent recevant dans leur chair les stigmates des plaies du Christ durant sa Passion.

### Stigmatisés non reconnus par l'Église catholique bien que canonisés ou béatifiés
Les autres « stigmatisés » ne font pas encore l'objet d'une déclaration ecclésiastique spécifique quant à l'authenticité de leurs stigmates, ni dans le sens positif ni dans le sens négatif, quand bien même il s'agit de personnes canonisées. Ainsi, les personnes suivantes ont été béatifiées ou canonisées sans que l'Église, pour autant, se prononce encore sur le phénomène des stigmates les concernant (liste non exhaustive) :

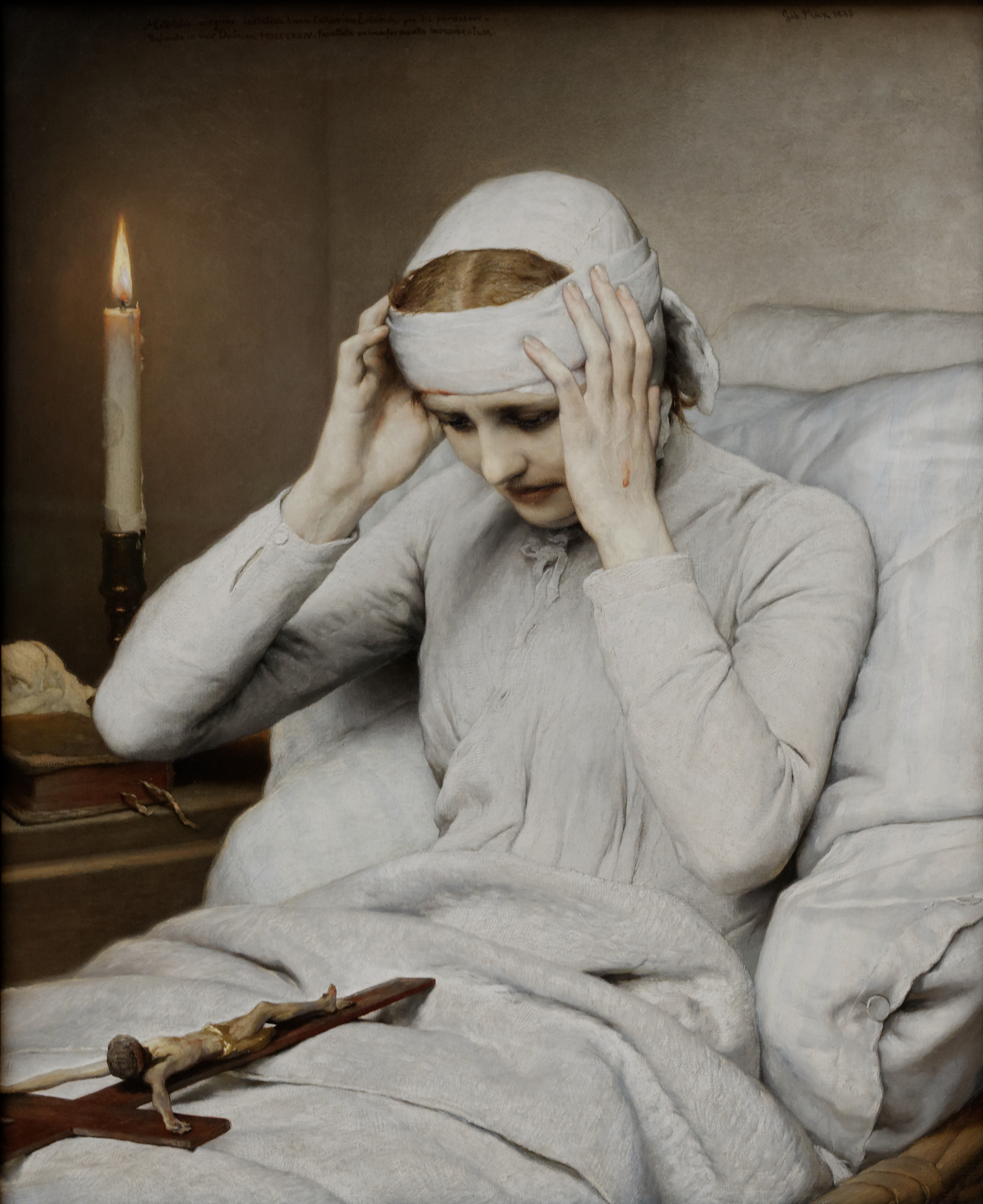
La Vierge extatique Anna Katharina Emmerick, par Gabriel von Max (1885).

- Rita de Cascia (1381-1457) augustine italienne reconnue sainte.
- Lucie de Narni (1476-1544) tertiaire dominicaine reconnue bienheureuse.
- Catherine de Racconigi (1486-1547) tertiaire dominicaine italienne reconnue bienheureuse.
- Marie de l'Incarnation (1566-1618) carmélite française reconnue bienheureuse.
- Marie-Amice Picard (1599-1652) laïque française.
- Jeanne-Marie de la Croix (1603-1673) clarisse italienne reconnue vénérable.
- Jeanne-Marie Bonomo (1606-1670) bénédictine italienne reconnue bienheureuse.
- Armelle Nicolas (1606-1671) laïque française.
- Maria de León Bello y Delgado (1643-1731) dominicaine italienne.
- Véronique Giuliani (1660-1727) capucine italienne reconnue sainte.
- Florida Cevoli (1685-1767) capucine italienne reconnue bienheureuse.
- Marie-Françoise des Cinq-Plaies (1715-1791) tertiaire franciscaine italienne reconnue sainte.
- Anne Catherine Emmerich (1774-1824) augustine allemande reconnue bienheureuse.
- Thérèse Hélène Higginson (1844-1905) laïque britannique.
- Mariam Baouardy (1846-1878) carmélite libanaise reconnue sainte.
- Louise Lateau (1850-1883) laïque belge.
- Antoine Crozier (1850-1916) prêtre français.
- Gemma Galgani (1878-1903) laïque italienne reconnue sainte.
- Edvige Carboni (1880-1952) laïque italienne reconnue bienheureuse.
- Padre Pio (1887-1968) capucin italien reconnu saint.
- Marie-Thérèse Noblet (1889-1930) laïque française.
- Hélène Aiello (1895-1961) fondatrice italienne des sœurs de la Passion reconnue bienheureuse.
- Thérèse Neumann (1898-1962) laïque allemande.
- Yvonne-Aimée de Malestroit (1901-1951) augustine française.
- Marthe Robin (1902-1981) laïque française.
- Wanda Boniszewska (1907-2003) sœur des Anges de Vilnius polonaise.

### Stigmatisées présumés ou laïques
- Catherine Daniélou[réf. nécessaire]
- Marie-Julie Jahenny (1850-1941) laïque française.

Le docteur Antoine Imbert-Gourbeyre a présenté plus de 320 cas semblables avec des commentaires critiques de Joachim Bouflet. Ce dernier a répertorié 137 stigmatisés au XXe siècle, appartenant à 26 pays différents, plusieurs d'entre eux ayant fait l'objet d'observations médicales.

## Différentes hypothèses psychiatriques

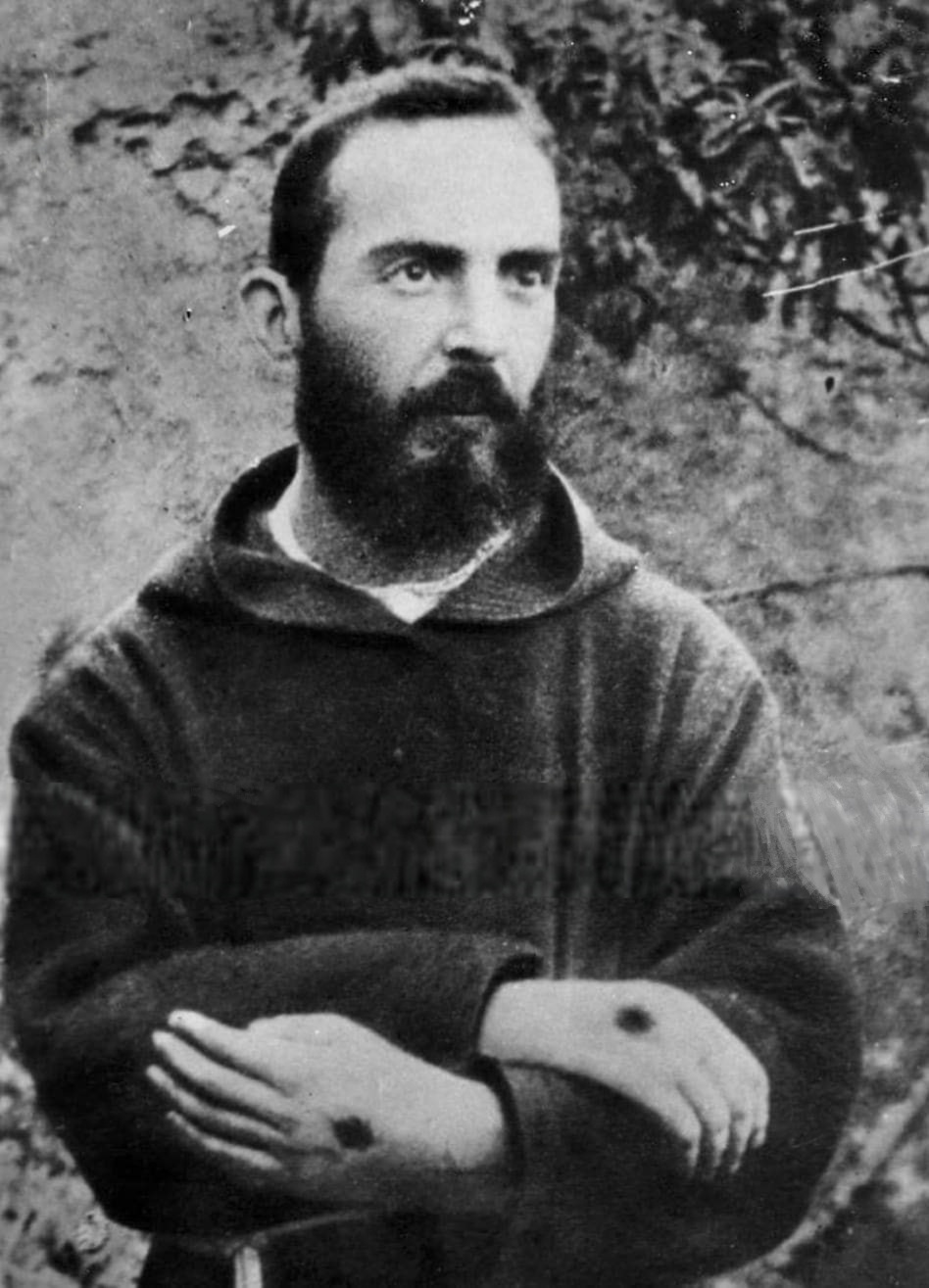
Padre Pio, avec les paumes des mains stigmatisées.

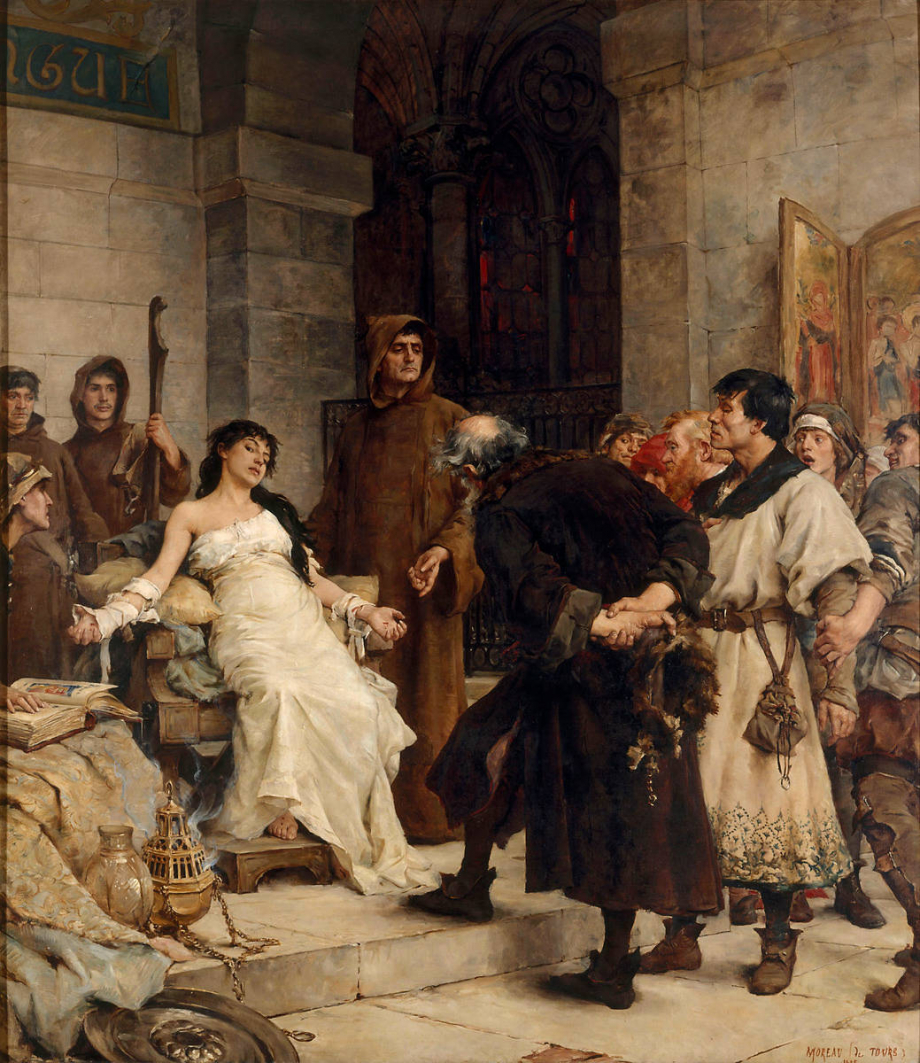
Une Stigmatisée au Moyen Âge, toile de Georges Moreau de Tours, 1885.

Du côté de ceux qui nient l'origine divine des stigmates, l'hypothèse la plus communément admise est que ce phénomène est une manifestation d'hystérie. Cependant, en cas d'authentification du phénomène des stigmates par l'autorité de l'Église catholique, l'hypothèse de l'hystérie n'est pas admise par celle-ci.
Bien que plusieurs médecins de son époque aient également écarté cette hypothèse en ce qui concerne Marthe Robin, d’autres ont posé un diagnostic « d'hystérie », notamment en 1938, concernant une autre stigmatisée célèbre, Thérèse Neumann.
- Gonzague Mottet, parlant de Marthe Robin, retient l'hypothèse de l'hystérie : « L’avalanche de troubles, qui n’ont en commun que leur appartenance à la classique sémiologie des manifestations hystériques, est assez caricaturale, pour nous permettre de porter le diagnostic de conversion hystérique[8]. »[9]
- Pour Jean Lhermitte, ces phénomènes sont « des accidents de nature névrosique ou mieux psychonévrosique à caractère hystérique[10]. »
- Pour Pierre Janet, « sainte Hildegarde, Marie Chantal, Catherine Emmerich et bien d'autres avaient tout simplement eu des attaques de catalepsie[11]. »
- Le prêtre catholique Herbert Thurston, pour sa part, affirme qu'il n'a « encore jamais vu de cas de stigmatisation chez un sujet dépourvu de symptômes névrotiques[12] ».
- Pour Jean-Martin Charcot, toutes « les manifestations extraordinaires » : l’inédie, les miraculés de Lourdes ou d'ailleurs, les apparitions mariales en Égypte (devant des milliers de témoins chrétiens et musulmans) et toute autre apparition, le prétendu cœur de sainte Jeanne d'Arc[c], les possessions diaboliques, la lévitation..., s'expliqueraient par le diagnostic d'hystérie[13].

Certains auteurs ont été portés à voir dans une certaine attitude vis-à-vis des menstruations une cause possible au phénomène des stigmates. Analysant le livre de Jean-Pierre Albert, Le Sang et le Ciel. Les saintes mystiques dans le monde chrétien, Claudine Leduc écrit : 

« Et Jean-Pierre Albert d'émettre l'hypothèse que la sainte, à cause de l'impureté du sang menstruel qui s'écoule du corps des femmes, est dans l'obligation de reconquérir sans cesse sa sainteté en faisant s'échapper de son corps un sang sublimé. »

Jean-Pierre Albert cite les propos de Jean Lhermitte qui aurait établi « que la plupart des femmes (saintes ou non) ne sont stigmatisées qu'entre 15 et 50 ans, période pendant laquelle la femme a ses règles. » Les stigmates sont eux aussi soumis à des rythmes cycliques : 

« Natuzza Evolo (1924-2009) les voyait apparaître chaque année pendant le Carême, Gertrude d'Oosten (1358), chaque jour aux heures canoniales, [mais] la formule la plus habituelle est qu'ils saignent le vendredi avec plus d'abondance, ou exclusivement ce jour-là, et sont à peine visibles le reste du temps »

Divers hagiographes précisent souvent que le sang des stigmates serait parfumé et que les saintes n'ont plus leurs règles. Certains sceptiques sont ainsi portés à penser que la stigmatisation serait une conversion opérée par la conscience religieuse du sang menstruel : à un sang impur se substitue un sang dont le parfum signale la pureté.
Le phénomène des stigmates chez des hommes ne peut toutefois s'expliquer par cette hypothèse. C'est pourquoi certains médecins ont voulu s'en tenir à celle d'une maladie connue sous le nom d'hématidrose.